# Гедда Бернтсен
Гедда Бернтсен (норв. Hedda Berntsen, 24 квітня 1976) — норвезька фристайлістка, що спеціалізується у скікросі та телемаркингу, гірськолижниця, призер Олімпійських ігор зі скікросу, чемпіонка світу з телемаркингу.

## Спортивна кар'єра
Спочатку Бернтсен займалася телемаркингом і виборола золоту медаль на чемпіонаті світу 1997. В гірськожиному спорті на етапах Кубку світу вона дебютувала в 2000, а в 2001 стала бронзовою медалісткою чемпіонату світу у спеціальному слаломі. Вона брала участь в Олімпіаді в Солт-Лейк-Сіті, але не закінчила гонку. У 2003 році Гедда випала зі складу збірної Норвегії, і після цього брала участь у змаганнях із гірськолижного спорту тільки спорадично.
На змаганнях у скікросі вона дебютувала в 2007. У 2008 Гедда здобула срібну медаль на Зимових X-іграх, а в 2010 на Олімпіаді у Ванкувері — срібну олімпійську медаль.